# 小行星3847
小行星3847（英語：3847 Sindel）是一颗围绕太阳公转的小行星。1982年2月16日，安東寧·姆爾科斯在克列特发现了此天体。
这颗小行星的绝对星等为329.34748等。